# Sedante

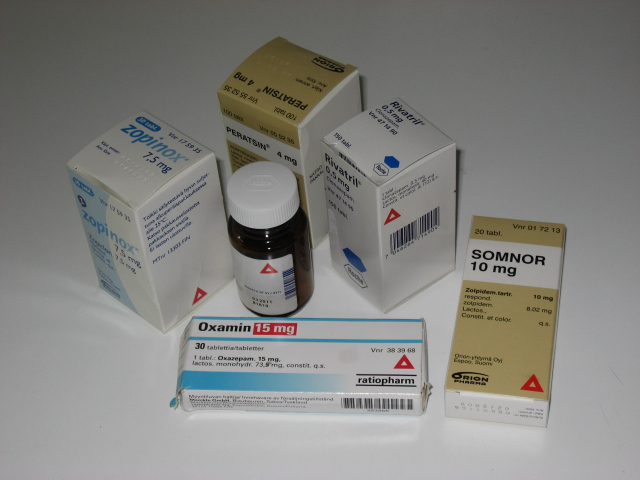
Sedantes.

Un sedante es una sustancia que induce una sedación gradual dependiente de la dosis, reduciendo la irritabilidad o la excitación. Esta sustancia es un depresor del sistema nervioso central, por lo que disminuye la actividad cerebral. Existe un amplio grupo de fármacos que actúan como sedantes, aunque la mayoría afectan al neurotransmisor ácido gamma-aminobutírico (GABA). A pesar de que cada sedante actúa a su manera, la mayoría produce efectos relajantes al aumentar la actividad del neurotransmisor GABA y al mejorar la capacidad de la persona de tolerar situaciones estresantes del ambiente en sí.

Relación entre la dosis de benzodiazepinas y barbitúricos y sus efectos sobre el sistema nervioso central

Los sedantes están relacionados con los hipnóticos. El término sedante describe fármacos que sirven para calmar o aliviar la ansiedad, mientras que el término hipnótico describe fármacos cuyo objetivo principal es iniciar, mantener o prolongar el sueño. Debido a que estas dos funciones con frecuencia se superponen, y debido a que los medicamentos de esta clase generalmente producen efectos dependientes de la dosis (que van desde la ansiólisis hasta la pérdida del conocimiento), a menudo se los conoce colectivamente como medicamentos hipnóticos sedantes.
Los sedantes también están relacionados con los tranquilizantes. Un tranquilizante también es un medicamento con efectos calmantes, y en ocasiones se usan como sinónimos. El término tranquilizante puede usarse para diferenciarse de los sedantes hipnóticos: los tranquilizantes poseen un efecto calmante que amortigua los procesos psicomotores sin afectar a la consciencia ni al pensamiento, excepto cuando se administran en dosis altas.
En caso de sobredosis o si se combinan con otro sedante, muchas de estas drogas pueden causar una pérdida profunda del conocimiento e incluso la muerte.

## Tipos de sedantes

### Antidepresivos

#### Antidepresivos tricíclicos
- clomipramina
- nortriptilina
- amitriptilina

#### Antidepresivos tetracíclicos
- Amoxapina
- Maprotilina
- Mianserina
- Mirtazapina
- Trazodona
- setiptilina

### Barbitúrico
- secobarbital
- pentobarbital
- amobarbital
- fenobarbital

### Benzodiazepina
- diazepam
- clonazepam
- alprazolam
- temazepam
- clordiazepóxido
- flunitrazepam
- lorazepam
- clorazepato
- clotiazepam

### Imidazopiridina.
- zolpidem
- alpidem

### Pirazolopirimidina
- zaleplon

### Antihistamínicos
Sedante, como efecto secundario.
- difenhidramina
- dimenhidrinato
- doxilamina

### Antipsicótico

#### Antipsicóticos típicos (tranquilizantes pesados)
- Flufenazina
- Haloperidol
- Tiotixeno
- Trifluoperazina
- Loxapina
- Perfenazina
- Proclorperazina
- Clorpromazina
- Levomepromazina

#### Antipsicóticos atípicos (tranquilizantes no pesados)
- clozapina
- quetiapina
- Risperidona
- Ziprasidona  (a algunos los fatiga en extremo, a otros les provoca insomnio)
- olanzapina

### Sedantes de hierbas
- Nepeta
- Valeriana
- Mandrágora
- Pasiflora
- Dianthera pectoralis
- Piper methysticum (Kava).
- Verbena officinalis

### Sedantes sin categorizar
- eszopiclona
- ramelteon
- metacualona
- etclorvinol
- hidrato de cloral
- meprobamato
- glutetimida
- metiprilon
- gamma-hidroxibutirato
- alcohol etílico (bebida alcohólica)
- dietil éter (Éter)
- metil triclorado (Cloroformo)
- Zopiclona

## Terapéutica
Los médicos dan sedación para reducir la ansiedad a pacientes que no pueden manejar sus ansiedades relacionadas con dolor o con procedimientos provocadores de ansiedad.
Como todos los sedantes, no resuelven el problema en sí, son un auxiliar terapéutico más, como podría serlo adjunto a un analgésico en la preparación del paciente para una cirugía, y comúnmente se lo indica antes de la anestesia, o antes de procedimientos invasivos y/o altamente inconfortables y/o dolorosos, como la cineangiocoronariografía, cateterización cardíaca, RMN, etc.
Los pacientes en unidades de terapia intensiva mayoritariamente se los seda (a menos que estén inconscientes por sus propias condiciones).

## Dependencia a los sedantes
Como todo medicamento psicotrópico pueden causar dependencia física y psicológica cuando se usa crónicamente o durante periodos largos, aún a dosis recomendadas y terapéuticas. Cuando un usuario con dependencia disminuye bruscamente o cesa el tratamiento, aparecen síntomas de abstinencia desde inactividad, insomnio, sudor frío y ansiedad a convulsiones o mioclonías. Cuando los usuarios se hacen dependientes psicológicamente, sienten la necesidad de administrar el fármaco aunque no haga falta biológicamente. En ambos tipos de dependencia, encontrar y usar dicho medicamento se convierte en punto focal en la vida. Deberán tratarse tales dependencias físicas y psicológicas.

## Alternativas a los sedantes
Cuando el insomnio o la ansiedad son moderados, se puede combinar pasiflora, valeriana y melatonina con dichos fármacos tras consultar al médico. A medida que se vaya dando una evolución favorable se puede ir reduciendo la dosis con supervisión del especialista. Además, en los últimos años se está extendiendo el uso del cannabidiol, un cannabinoide distinto del Tetrahidrocannabinol para tratar con mayor éxito problemas de ansiedad, insomnio e incluso con propiedades analgésicas sin generar la clásica tolerancia y dependencia endógena en las benzodiacepinas.

## Abuso y sobredosis
De todo medicamento se puede abusar, en especial de los tranquilizantes. Los barbitúricos son responsable de la mayoría de los problemas con el abuso de sedantes, debido a su cada vez mayor uso indiscriminado, "recreacional", sin receta ni supervisión profesional, como también la sobre-prescripción por parte de ciertos médicos, que no desean derivar pacientes a otros profesionales. La gente que lidia y que tiene grandes dificultades con el estrés, la ansiedad, el insomnio, suele abusar o hacerse dependiente de los sedantes.
Los heroinómanos suelen suplementar su droga o intentar un sustituto con los sedantes.
Los usuarios de estimulantes frecuentemente necesitan sedantes para calmar la hiperactividad. Otros toman sedantes recreacionalmente para relajarse y olvidar sus padeceres.
De todos los reportes por muertes relacionadas con drogas, la sobredosis de barbitúricos da un factor cercano al 33 %. Estos incluyen el suicidio, y el envenenamiento accidental. Ocurre que ciertas muertes accidentales ocurren por usuarios en estado confusional debido a repetir las dosis por olvido y estado de confusión. En Estados Unidos, en 1998, un total de 70 982 exposiciones a sedantes se registraron en los Centros de Control de venenos, de los cuales 2310 (3,2 %) fueron casos graves de intoxicación y 89 (0,1 %) terminaron en muerte. El 50 % de los pacientes admitidos en "Sala de Guardia" de los hospitales de Estados Unidos son el resultado de uso no médico de sedantes han tenido "prescripción médica" lícita y legítima para el uso de la droga, pero se han sobremedicado y/o combinado con alcohol y/u otras drogas.
La obtención ilícita de sedantes se hace por conocidos que acceden a prescripciones médicas, usando recetas falsas, etc.

## Sedantes y alcohol
Los sedantes y el alcohol suelen combinarse recreativa e indiscriminadamente. El alcohol, como los sedantes, es un fuerte depresor del SNC que ralentiza y retarda todas las funciones del cerebro, y deprime la respiración, entonces las dos sustancias se sinergizan repotenciándose una a la otra, y la combinación puede resultar fatal. Karen Ann Quinlan, en 1975, colapsó en un coma después de beber alcohol con tranquilizantes en una fiesta. Su caso trajo a la superficie, una discusión universal tanto sobre el uso irresponsable de alcohol-barbitúricos, como la ética que debe envolver la terminación de la vida artificialmente mantenida.

## Símiles
Símiles de los medicamentos expendidos en lugares lícitos, se hacen con drogas industriales (no aptas para consumo humano) pero con la apariencia y los efectos de los auténticos sedantes, se venden en la vía pública y en lugares de venta prohibida para medicamentos psicotrópicos. El 100 % de estos símiles contienen cantidades inaceptables de residuos, que potencian el efecto solicitado, y/o concentraciones demasiado altas de la droga en estado impuro (industrial) [cita requerida]. La toma de medicamentos facturados por la industria ilícita, hace que su composición y efectos no pueda ser predicha.

## Sedantes y crimen
El sedante GHB es conocido por su uso criminal como droga para violar, administrado a sujetos que no sospechan de lo que la bebida tiene, en bares, fiestas para reducir cualquier intento de la víctima a defenderse.